# Trimerorhachidae
De Trimerorhachidae zijn een familie van dvinosauride temnospondyle Batrachomorpha (basale 'amfibieën'), met inbegrip van Trimerorhachis en Neldasaurus.
Het waren gewervelde dieren en carnivoren.